# Durango-Streifenhörnchen
Das Durango-Streifenhörnchen (Tamias durangae, Syn.: Neotamias durangae) ist eine Hörnchenart aus der Gattung der Streifenhörnchen (Tamias). Es kommt in zwei voneinander getrennten Gebieten im Norden Mexikos vor.

## Merkmale
Das Durango-Streifenhörnchen erreicht eine durchschnittliche Kopf-Rumpf-Länge von etwa 13,5 bis 22,7 Zentimetern, der Schwanz ist mit etwa 10 Zentimetern deutlich kürzer und das Gewicht beträgt etwa 80 bis 85 Gramm. Die Grundfarbe der Tiere ist Zimtbraun, auf dem Rücken befinden sich – wie für die Gattung typisch – mehrere dunkle Rückenstreifen, die durch hellere Streifen getrennt und gegenüber den Körperseiten abgegrenzt sind. Dabei handelt es sich um vier helle und fünf dunkle Streifen, wobei die mittleren der dunklen Streifen dunkler und brauner als die äußeren sind. Die äußersten Streifen sind zudem deutlich kürzer. Von dem sehr ähnlichen Buller-Streifenhörnchen (Tamias bulleri) unterscheidet es sich durch die etwas hellere, zimtfarbene Grundfarbe und die rotbraune Unterseite des Schwanzes.

## Verbreitung

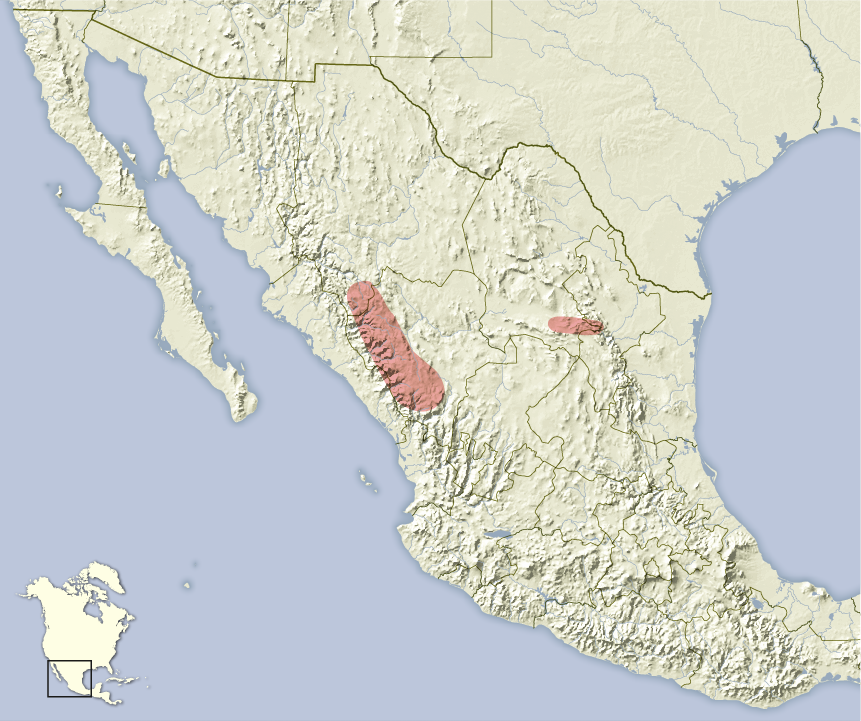
Verbreitungsgebiete des Durango-Streifenhörnchens

Das Durango-Streifenhörnchen kommt in zwei voneinander getrennten Gebieten im Norden Mexikos vor. Dabei befindet sich das Verbreitungsgebiet der einen Population im südwestlichen Chihuahua bis in das westliche Durango; die zweite Population lebt im südöstlichen Coahuila im Grenzgebiet zu Nuevo León und vielleicht dehnt sich ihr Areal auch in diesen Bundesstaat hinein aus.

## Lebensweise
Durango-Streifenhörnchen leben bevorzugt in mäßig trockenen Mischwäldern aus Kiefern, Fichten und Eichen. Dabei kommt Tamias durangae durangae vor allem in Kiefer-Eichen-Wäldern der Sierra Madre Occidental und Tamias durangae solivagus in Kiefer-Fichten-Beständen mit Amerikanischer Zitterpappel (Populus tremuloides) oberhalb von 2700 Metern in der Sierra Madre Oriental vor.
Über die Lebensweise des Durango-Streifenhörnchens liegen nur sehr wenige Angaben vor. Wie andere Streifenhörnchen ist es tagaktiv und primär bodenlebend. Die Tiere ernähren sich zudem vor allem herbivor von den Nussfrüchten (Eicheln) der Eichen und den Samen der Nadelbäume.

## Systematik
Das Durango-Streifenhörnchen wird als eigenständige Art innerhalb der Gattung der Streifenhörnchen (Tamias) eingeordnet, die aus 25 Arten besteht. Die wissenschaftliche Erstbeschreibung stammt von dem amerikanischen Naturforscher Joel Asaph Allen aus dem Jahr 1903, der die Art anhand von Individuen von der Sierra de Candella in Durango beschrieb. Innerhalb der Streifenhörnchen wird das Durango-Streifenhörnchen gemeinsam mit den meisten anderen Arten der Untergattung Neotamias zugeordnet, die auch als eigenständige Gattung diskutiert wird.
Innerhalb der Art werden mit der Nominatform zwei Unterarten unterschieden:
- Tamias durangae durangae: Nominatform; kommt auf der Sierra Madre Occidental in Chihuahua und im angrenzenden Durango vor.
- Tamias durangae solivagus: kommt isoliert im südöstlichen Coahuila im Grenzgebiet zu Nuevo León in der Sierra Madre Oriental vor.

## Status, Bedrohung und Schutz
Das Durango-Streifenhörnchen wird von der International Union for Conservation of Nature and Natural Resources (IUCN) als „nicht gefährdet“ (Least Concern, LC) eingeordnet. Begründet wird dies durch das große Verbreitungsgebiet und die angenommen großen Bestände. Bestandsgefährdende Risiken sind nicht bekannt.

## Belege
1. 1 2 3 4 5  Richard W. Thorington Jr., John L. Koprowski, Michael A. Steele: Squirrels of the World. Johns Hopkins University Press, Baltimore MD 2012; S. 323. ISBN 978-1-4214-0469-1
2. 1 2 3  Neotamias durangae in der Roten Liste gefährdeter Arten der IUCN 2015.4. Eingestellt von: S.T. Álvarez-Castañeda, I. Castro-Arellano, T. Lacher, E. Vázquez, 2008. Abgerufen am 29. Mai 2016.
3. 1 2  Tamias (Neotamias) durangae In: Don E. Wilson, DeeAnn M. Reeder (Hrsg.): Mammal Species of the World. A taxonomic and geographic Reference. 2 Bände. 3. Auflage. Johns Hopkins University Press, Baltimore MD 2005, ISBN 0-8018-8221-4.
4. ↑  Bruce D. Patterson, Ryan W. Norris: Towards a uniform nomenclature for ground squirrels: the status of the Holarctic chipmunks. Mammalia 80 (3), Mai 2016; S. 241–251 doi:10.1515/mammalia-2015-0004